# Michael Prusikin
Michael Prusikin (* 19. Januar 1978 in Charkow, Sowjetunion) ist ein deutscher Schachgroßmeister (GM) ukrainischer Herkunft.

## Turnierspieler
Prusikin erlernte das Schachspiel im Alter von fünf Jahren in seiner Geburtsstadt. Sein Talent wurde früh gefördert und er entwickelte sich zu einem guten Spieler, obwohl er keine herausragenden Erfolge vorzuweisen hatte. 1995 kam er zusammen mit seiner Mutter und seinem Stiefvater als jüdischer Kontingentflüchtling nach Deutschland. Dort schloss er sich einem Schachverein an und erspielte seine erste Elo-Zahl.
Im Jahre 1998 wurde ihm der Titel eines Internationalen Meisters (IM) verliehen.
1999 siegte er bei dem Young Masters Turnier im schweizerischen Zug. Im Jahre 2000 wurde Prusikin bayerischer Meister und nahm erstmals an der Deutschen Meisterschaft teil, bei der er den vierten Platz belegte. Nachdem er zunächst eine Ausbildung als Erzieher absolviert hatte, entschloss sich Prusikin Anfang 2004, Schachprofi zu werden. Im gleichen Jahr erreichte er den Großmeistertitel, die Normen hatte er in der 2. Bundesliga 2000/01, bei einem GM-Turnier in Griesheim im Januar 2003 und bei einem GM-Turnier in Miskolc im März 2004 erfüllt. 2005 kam er bei der Deutschen Einzelmeisterschaft auf den neunten Platz und war beim Mitropa-Cup Mitglied der deutschen Nationalmannschaft. Insgesamt nahm Prusikin sechsmal am Mitropacup teil und gewann diesen 2011 in Merlimont. 2006 später erlangte er den geteilten 1. bis 3. Platz bei den dritten fränkischen Großmeistertagen.

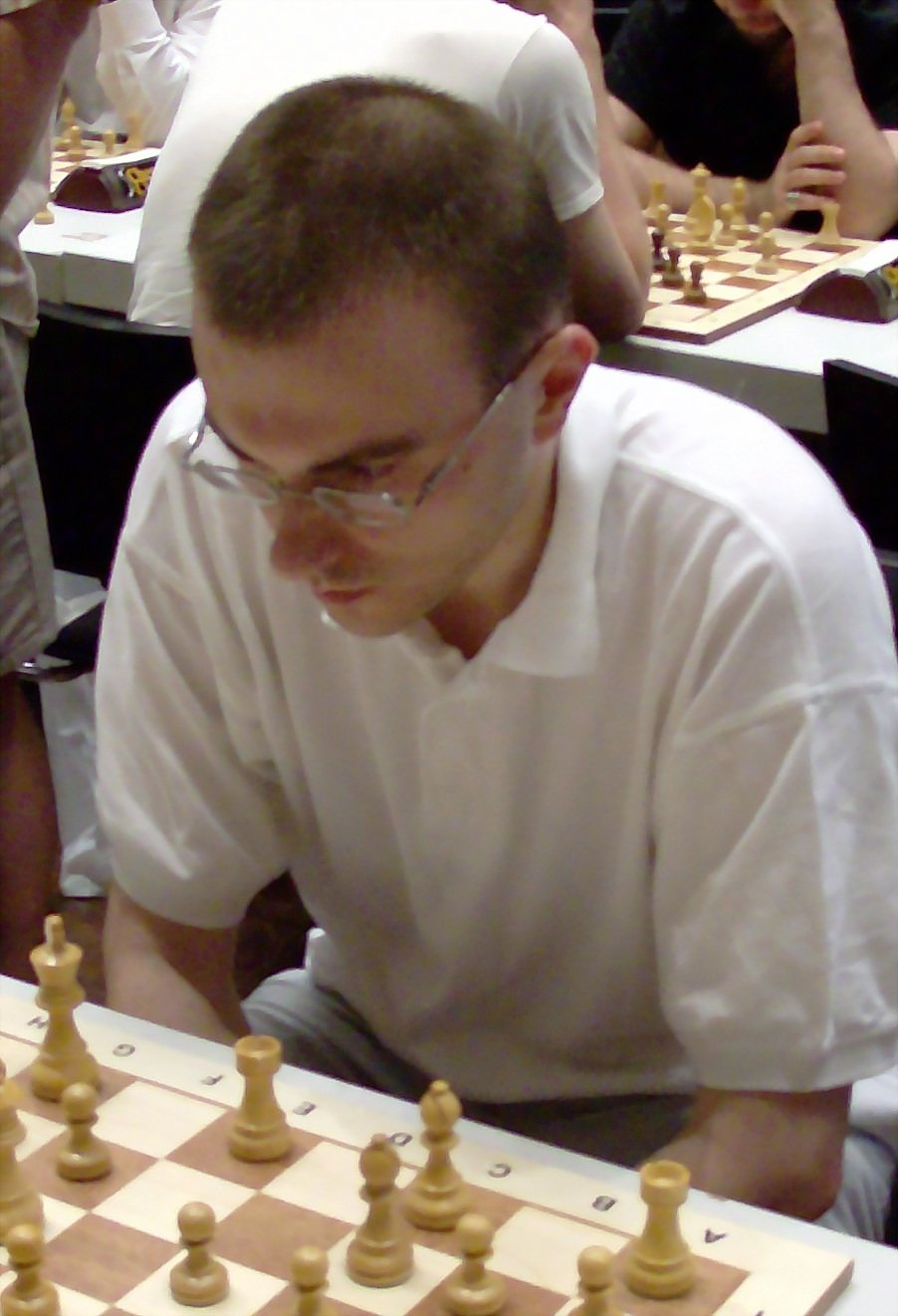
Michael Prusikin, 2008

Im Februar 2015 belegte er Platz 30 der deutschen Rangliste.

## Schachvereine
Ab 1997 spielte Prusikin für den SC Forchheim sechs Jahre in der 2. Bundesliga sowie in der Saison 2002/03 in der 1. Bundesliga. Von 2006 bis 2008 spielte er mit dem TSV Bindlach in der 1. Liga, nach dessen Rückzug aus der 1. Liga kehrte er zum SC Forchheim zurück, mit dem er in der Saison 2012/13 eine weitere Spielzeit in der 1. Bundesliga spielte. Seit der Saison 2017/18 spielt Prusikin für den BCA Augsburg, zunächst in der 2. Bundesliga, seit der Saison 2018/19 in der 1. Bundesliga.
In der Schweizer Nationalliga A und Nationalliga B spielt Prusikin seit 2002 für den SV Wollishofen, mit dem er auch 2006 am European Club Cup teilnahm. In der Schweizer Bundesliga spielte er 2004 für Wollishofen, von 2006 bis 2012 für Valais, mit denen er 2010 und 2011 Meister wurde, von 2012 bis 2015 für den SC Lyss-Seeland und seit 2015 erneut für Wollishofen. In der österreichischen Bundesliga spielte Prusikin von 2010 bis 2018 für die Salzburger Mannschaft SIR Bernhard Glatz. Bei der Schacholympiade 2008 spielte er an Brett 2 der 3. Mannschaft des Deutschen Schachbundes.

## Schachtrainer
Prusikin arbeitet auch als Schachtrainer. Seine wohl erfolgreichsten Schüler waren bzw. sind Dieter Lutz, der im Jahr 2007 mit 18 Jahren Bayerischer Meister bei den Herren wurde, Léon Mons, Deutscher Jugendmeister und mit 17 Jahren schon Bundesligaspieler, Hanna Marie Klek, mehrfache deutsche Jugendmeisterin, Vizeweltmeisterin U16 2011 und Deutsche Frauenmeisterin 2013 sowie Jana Schneider, mehrfache deutsche Jugendmeisterin und Deutsche Frauenmeisterin 2017. Seit der Saison 2009/10 leitet er den D4-Nachwuchskader der BSJ (Bayerischen Schachjugend).
Im Jahre 2012 wurde er vom Deutschen Schachbund als Trainer des Jahres ausgezeichnet.
Beginnend mit Heft 11/2017 übernahm Prusikin die Betreuung der Rubrik "Schach lehrt Schach – Hohe Schule der Kombination" in der Zeitschrift "Schach". Er steht damit in der Nachfolge von Berthold Koch, Kurt Richter, Werner Golz und Albin Pötzsch.
Im November 2020 veröffentlichte er das Buch Feuer frei! Angriffsstrategien für Vereinsspieler (ISBN 978-3-9817134-0-4).

## Schachkomposition
Seit 1996 komponiert Michael Prusikin Studien.
|   | a | b | c | d | e | f | g | h |   |
| 8 |   |   |   |   |   |   |   |   | 8 |
| 7 |   |   |   |   |   |   |   |   | 7 |
| 6 |   |   |   |   |   |   |   |   | 6 |
| 5 |   |   |   |   |   |   |   |   | 5 |
| 4 |   |   |   |   |   |   |   |   | 4 |
| 3 |   |   |   |   |   |   |   |   | 3 |
| 2 |   |   |   |   |   |   |   |   | 2 |
| 1 |   |   |   |   |   |   |   |   | 1 |
|   | a | b | c | d | e | f | g | h |   |

Nach dem unvermeidlichen Verlust einer der weißen Leichtfiguren wäre das Endspiel remis, ließe die schlechte Position der schwarzen Figuren nicht einen entscheidenden Angriff zu.

Lösung:

  1. Sd3+! Kxa4

  2. Kc3 mit Mattangriff nach Sb2+ und Txa5+ Ta3+

  3. Kc4 Ta2 Auf 3. … Ta1 entscheidet 4. Te3! Ka3 5. Sb4+ usw.

  4. Sc5+ Ka3

  5. Te3+ Kb2

  6. Sd3+ Kc2

  7. Te2+ Kb1

  8. Te1+ Kc2

  9. Tc1+ Kd2

10. Kb3 Der Turm ist gefangen.